# Rue Saint-Mathieu (Paris)
La rue Saint-Mathieu est une voie du 18e arrondissement de Paris, en France.

## Situation et accès
La rue Saint-Mathieu est une voie publique située dans le 18e arrondissement de Paris. Elle débute au 21, rue Stephenson et se termine au 8, rue Saint-Luc.

## Origine du nom

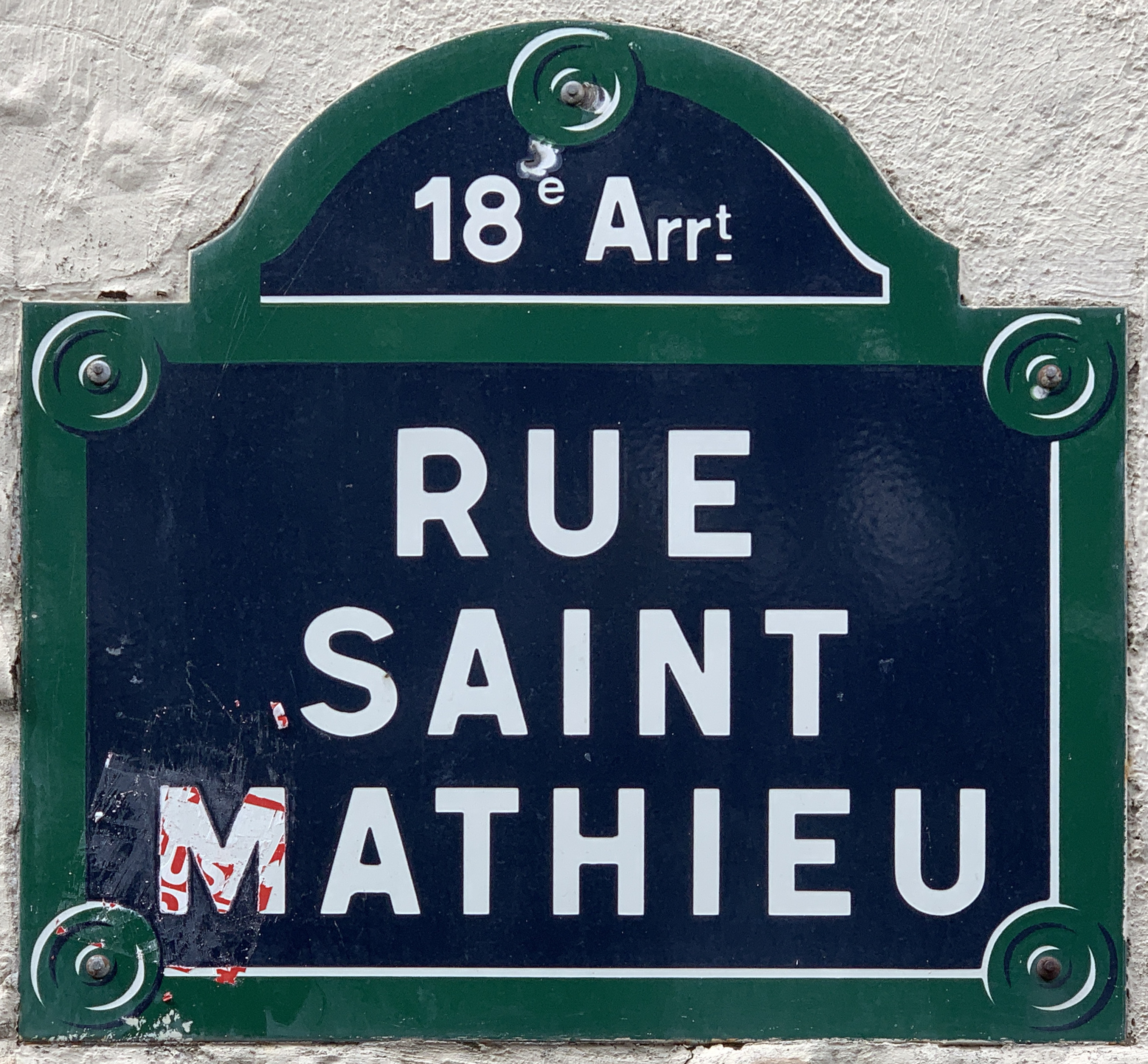
Plaque de la rue.

Elle porte le nom de l'évangéliste saint Mathieu en raison du voisinage de l'église Saint-Bernard.

## Historique
La partie sise entre les rues Affre et Saint-Luc, située sur l'ancienne commune de La Chapelle, est ouverte en 1858 sous le nom de « place de l'Église », en raison de la proximité de l'église Saint-Bernard de La Chapelle. Classée dans la voirie parisienne par un arrêté du 23 mai 1863, elle prend sa dénomination actuelle par un arrêté du 26 février 1867.